# (587) Hypsipyle
(587) Hypsipyle – planetoida z pasa głównego asteroid okrążająca Słońce w ciągu 3 lat i 208 dni w średniej odległości 2,34 j.a. Została odkryta 22 lutego 1906 roku w Landessternwarte Heidelberg-Königstuhl w Heidelbergu przez Maxa Wolfa. Nazwa planetoidy pochodzi od Hypsipile, postaci w mitologii greckiej. Przed jej nadaniem planetoida nosiła oznaczenie tymczasowe (587) 1906 TF.